# Ryssland i Eurovision Song Contest 2013
Ryssland deltog i Eurovision Song Contest 2013 i Malmö i Sverige och epresenterades av Dina Garipova med låten "What If".

## Uttagning
Den 25 september 2012 meddelade C1R att de mest troligtvis skulle delta i tävlingen år 2013. Den 6 december öppnade C1R för inskickning av bidrag och bekräftade därmed sitt deltagande i nästa års tävling. Den 22 januari 2013 rapporterades det att TV-bolaget inte bestämt sig om man skulle välja bidraget internt eller om man skulle hålla en nationell uttagning. Den 31 januari meddelade C1R att man bestämt sig för att välja bidrag internt. Den 19 februari avslöjade man att Dina Garipova hade valts ut internt till att representera landet och den 24 februari släpptes även låten "What If" som landets bidrag.

## Vid Eurovision
Ryssland tävlade i den första semifinalen som sändes den 14 maj 2013 från Malmö Arena. Där hade de startnummer 6. När resultatet avslöjades det att landet gått vidare till final. I finalen hade de startnummer 10. Efter omröstningen stod det klart att Ryssland kom på femte plats med 174 poäng. Landet fick som högst två tolvor, från Estland och Lettland. När det fullständiga resultatet från semifinalerna offentliggjordes, visade det att man i semifinalen kommit på andra plats med 156 poäng.  